# Makobo Modjadji VI
Makobo Modjadji VI, regina della pioggia (Polokwane, 1978 – Polokwane, 12 giugno 2005), è stata la sesta sovrana regnante ereditaria dei Balobedu dall'11 aprile 2003 al 12 giugno 2005.

## Biografia

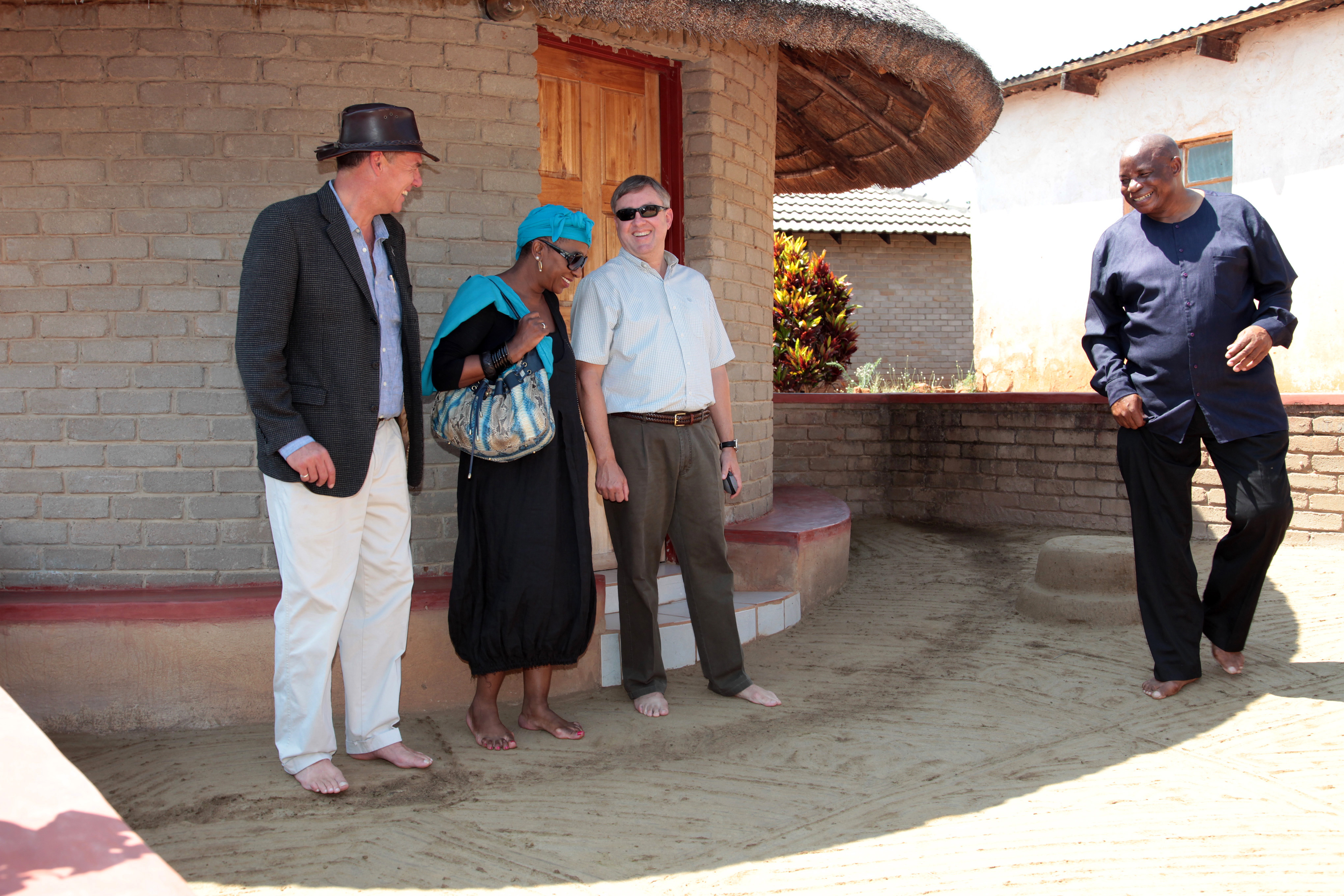
Il recinto reale nel palazzo della regina della pioggia, a Tzaneen (provincia del Limpopo)

I Balobedu sono un popolo del Sudafrica governato da monarchi tradizionali secondo una esclusiva linea di successione matrilineare. Conservano molti poteri e lo Stato centrale li riconosce e tollera.
Makobo era la secondogenita della principessa Maria Makheala, figlia di Mokope Modjadji V. La regina era autorevole, riverita da tutti e consapevole del proprio ruolo. Il presidente del Sudafrica Nelson Mandela volle omaggiarla personalmente, ma fu costretto a mettersi in fila tra coloro che chiedevano udienza; poi lei, seduta sul trono, gli pose le domande dato che l'etichetta rituale impediva il contrario.
L'anziana monarca, in seguito al decesso dell'erede, scelse come regina della pioggia la ventenne nipote. Alla sua morte, nel 2001, il consiglio degli anziani non voleva ratificare la nomina e trascorsero due anni perché ciò avvenisse. La giovane, asserivano i notabili, era moderna come una qualunque ragazza, aveva conseguito il diploma (situazione mai verificatasi prima), desiderava iscriversi all'Università e frequentava un uomo non nobile di età superiore alla sua. Le regine vivevano recluse nel recinto reale (kraal), non avevano mariti ma il consiglio indicava la persona, possibilmente della famiglia regnante, con la quale avrebbero concepito la principessa ereditaria. Ricevevano un appannaggio dal governo di Pretoria. Il titolo di regina della pioggia derivava da una leggenda per cui la sovrana avrebbe avuto il magico potere di far piovere sui terreni agricoli dei Balobedu.
Le regine, che parlavano solo la lingua sotho, risiedevano nel palazzo reale situato presso la cittadina di Tzaneen (provincia del Limpopo), circondata dalle mistiche vette dei Drakensberg. Negli anni 20/30 del Novecento alcuni viaggiatori inglesi, tra i quali i coniugi Jack e Eileen Krige, si spinsero fino al remoto villaggio dei Balobedu e riuscirono a incontrare la Modjadji III e a fotografarla.
Makobo, però, si esprimeva anche in inglese, desiderava abitare altrove con il compagno David Mogale che poi accolse nella dimora reale, dalla quale in seguito sarà allontanato. Per poter attuare queste decisioni nominò un consiglio della regina in opposizione a quello degli anziani. Da David ebbe due figli: Lekukela e Masalanabo. L'11 aprile 2003 la principessa fu incoronata dal re Mphephu di Venda, signore di un vicino reame, e indossò il mantello di leopardo delle sue antenate: migliaia di Balobedu parteciparono all'evento dopo aver abbattuto ventotto vacche per l'occasione.
Il 10 giugno 2005 la regina venne urgentemente ricoverata nell'ospedale di Polokwane dove morirà due giorni dopo per meningite cronica, secondo la versione ufficiale. Fu predisposto un solenne funerale, la salma ricevette sepoltura nel cimitero reale e i sudditi osservarono un anno di lutto. Questo improvviso decesso causò seri problemi e il fratello maggiore di Makobo, principe Mphapha Modjadji, assunse la reggenza nel 2007 per la piccola nipote Masalanabo. Il consiglio degli anziani si appellò al governo sudafricano per far ripristinare la linea successoria patrilineare: intervenne il primo ministro della provincia del Limpopo, Sello Moloto, per trovare una soluzione condivisa.
Nell'aprile 2018 la giovane, ormai maggiorenne, è stata incoronata settima regina della pioggia dopo l'assenso dell'esecutivo centrale: la cerimonia è avvenuta nel villaggio ancestrale di Modjadjiskloof, sito nella valle  Molototsi a 400 chilometri a nord di Johannesburg.
Un sottomarino d'attacco, classe U-209, della Marina sudafricana, è stato battezzato, il 14 marzo 2007, SAS Queen Modjadij (S103) in onore delle regine della pioggia.